# Bajkiwzi (Ternopil)
Bajkiwzi (ukrainisch Байківці; russisch Байковцы Baikowzy, polnisch Bajkowce) ist ein Dorf im Rajon Ternopil der Oblast Ternopil im Westen der Ukraine mit etwa 2300 Einwohnern (2001).

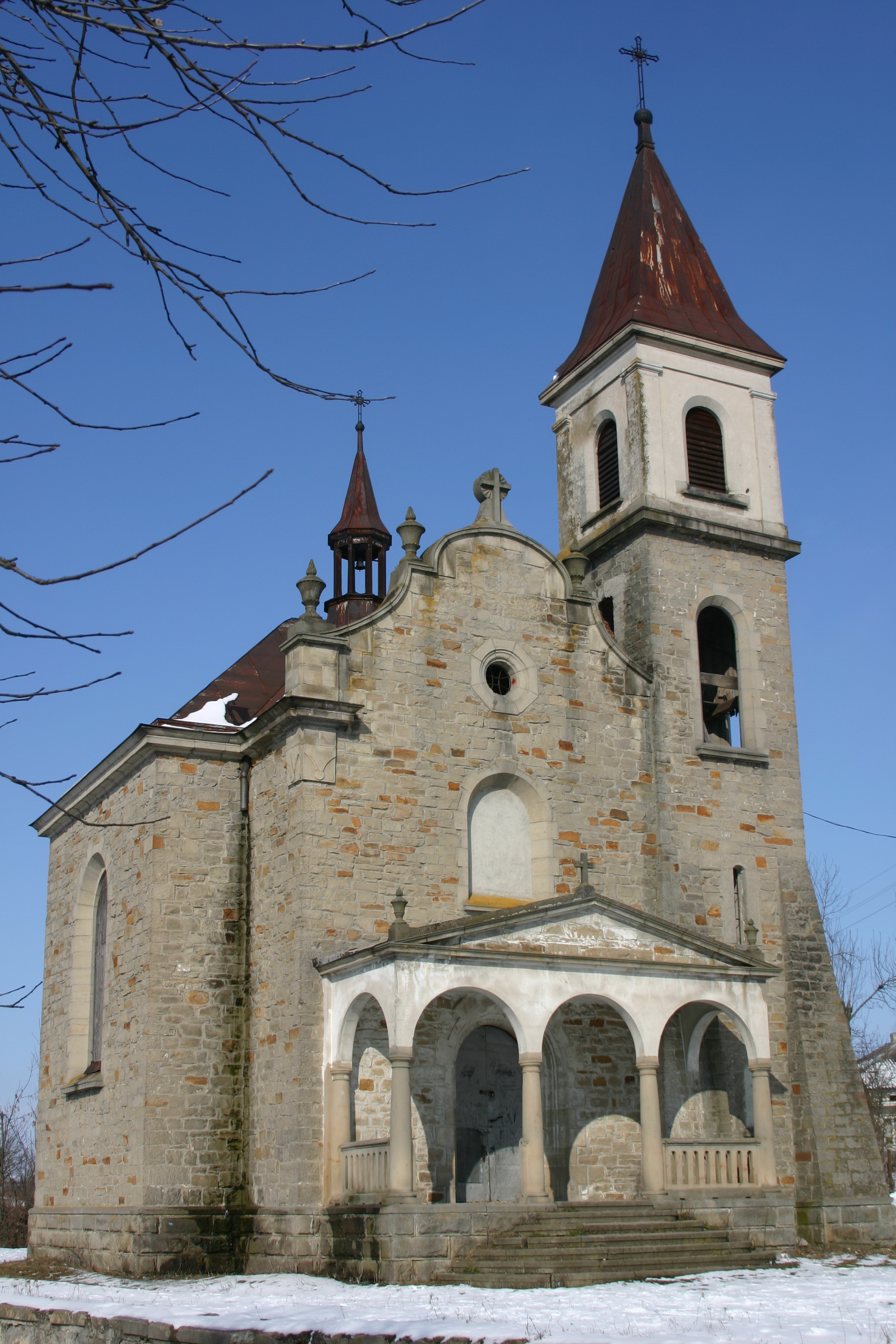
Kirche im Ort

Der Ort liegt etwa 7 Kilometer nordöstlich der Oblasthauptstadt und Rajonshauptstadt Ternopil am Flüsschen Hnisdetschna (Гніздечна).
Das Dorf wurde 1653 zum ersten Mal schriftlich erwähnt, lag zunächst in der Adelsrepublik Polen-Litauen, Woiwodschaft Ruthenien und kam 1772 als Baykowce zum damaligen österreichischen Kronland Galizien. Zwischen 1810 und 1815 war es kurzzeitig innerhalb des Tarnopoler Kreises ein Teil des Russischen Kaiserreiches.
Nach dem Ende des Ersten Weltkrieges kam der Ort als Bajkowce zur Polnischen Republik (in die Woiwodschaft Tarnopol, Powiat Tarnopol), wurde im Zweiten Weltkrieg 1939 bis 1941 von der Sowjetunion und dann bis 1944 von Deutschland besetzt und hier in den Distrikt Galizien eingegliedert.
Nach dem Ende des Krieges wurde der Ort der Sowjetunion zugeschlagen. Dort kam der nun wieder zum Dorf degradierte Ort zur Ukrainischen SSR und ist seit 1991 ein Teil der heutigen Ukraine.
Nach dem Zweiten Weltkrieg wurde das westlich gelegene Dorf Russaniwka (Русанівка, polnisch Rusianówka) eingemeindet.

## Gemeinde
Am 4. September 2015 wurde das Dorf zum Zentrum der neugegründeten Landgemeinde Bajkiwzi (Байковецька сільська громада Bajkowezka silska hromada). Zu dieser zählten noch die 6 Dörfer Dubiwzi, Haji-Hretschynski, Losowa, Kurnyky, Stehnykiwzi und Schljachtynzi, bis dahin bildete es zusammen die Landratsgemeinde Bajkiwzi (Байковецька сільська рада/Bajkowezka silska rada) im Nordosten des Rajons Ternopil.
Am 11. Juli 2018 kamen noch die Dörfer Haji-Schewtschenkiwski, Soborne und Tscherneliw-Ruskyj zum Gemeindegebiet, am 12. Juni 2020 kamen noch 5 weitere Dörfer zum Gemeindegebiet.
Folgende Orte sind neben dem Hauptort Bajkiwzi Teil der Gemeinde:
| Name                     | Name              | Name                                        | Name                    | Name |
| ukrainisch transkribiert | ukrainisch        | russisch                                    | polnisch                |      |
| ------------------------ | ----------------- | ------------------------------------------- | ----------------------- | ---- |
| Anheliwka                | Ангелівка         | Ангеловка (Angelowka)                       | Anielówka               |      |
| Dubiwzi                  | Дубівці           | Дубовцы (Dubowzy)                           | Dubowce                 |      |
| Haji-Hretschynski        | Гаї-Гречинські    | Гаи-Гречинские (Gai-Gretschinskije)         | Gaj Czumak              |      |
| Haji-Schewtschenkiwski   | Гаї-Шевченківські | Гаи-Шевченковские (Gai-Schewtschenkowskije) | Gaje Małe               |      |
| Kurnyky                  | Курники           | Курники (Kurniki)                           | Kurniki Szlachcinieckie |      |
| Losowa                   | Лозова            | Лозовая (Losowaja)                          | Łozowa                  |      |
| Ochrymiwzi               | Охримівці         | Охримовцы (Ochrimowzy)                      | Ochrymowce              |      |
| Romaniwka                | Романівка         | Романовка (Romanowka)                       | Romanówka               |      |
| Romanowe Selo            | Романове Село     | Романовое Село (Romanowoje Selo)            | Romanowe Sioło          |      |
| Schljachtynzi            | Шляхтинці         | Шляхтинцы (Schljachtinzy)                   | Szlachcińce             |      |
| Soborne                  | Соборне           | Соборное (Sobornoje)                        | Czernielów Mazowiecki   |      |
| Stehnykiwzi              | Стегниківці       | Стегниковцы (Stegnikowzy)                   | Stechnikowce            |      |
| Stupky                   | Ступки            | Ступки (Stupki)                             | Stupki                  |      |
| Tscherneliw-Ruskyj       | Чернелів-Руський  | Чернелев-Русский (Tschernelew-Russki)       | Czernielów Ruski        |      |